# Астрономска јединица
Астрономска јединица (АЈ) (енгл. astronomical unit (AU); симбол: au или ua) мера је за удаљеност једнака просечној удаљености Земље од Сунца. Данас прихваћена мера за АЈ је 149.597.870,691 метара (приближно 149.600.000 km). Ово растојање добија се једноставним рачуном узимајући у обзир да нам је паралакса Сунца позната (тј. можемо је измерити) и износи око 8,794145 лучних секунди. Користи се често у астрономији за међупланетска растојања, тј. у оквиру Сунчевог система или других планетарних система. За међузвездана растојања користе се веће јединице, светлосна година и парсек.

## Историја употребе симбола
Различити симболи јединица и скраћенице су у употреби за астрономску јединицу. У резолуцији из 1976. године, Међународна астрономска унија  је користила симбол A да означи дужину једнаку астрономској јединици. У астрономској литератури, симбол AU је био (и остао) уобичајен. Године 2006, Међународни биро за тегове и мере (BIPM) је препоручио ua као симбол јединице. У ненормативном Анексу Ц ISO 80000-3:2006 (сада повучен), симбол астрономске јединице је био „ua“.
У 2012. години, IAU је, напомињући „да се за астрономску јединицу тренутно користе различити симболи“, препоручила употребу симбола „ua“. Научни часописи које издају Америчко астрономско друштво и Краљевско астрономско друштво су накнадно усвојили овај симбол У ревизији из 2014. и издању СИ брошуре из 2019. BIPM је користио симбол јединице „ua“.  80000-3:2019 који замењује ISO 80000-3:2006, не помиње астрономску јединицу.

## Развој дефиниције јединице
Земљина путања око Сунца је елипса. Велика полуоса ове елиптичке орбите је дефинисана као половина праволинијског сегмента који спаја перихел и афел. Центар Сунца лежи на овом сегменту праве линије, али не у његовој средини. Пошто су елипсе добро изучени облици, мерење тачака њених екстрема је математички дефинисало тачан облик и омогућило прорачуне за целу орбиту, као и предвиђања заснована на посматрању. Поред тога, тиме је мапирана тачно највећа праволинијска удаљеност коју Земља пређе током године, дефинишући време и места за посматрање највеће паралаксе (очигледне промене положаја) у оближњим звездама. Познавање Земљиног померања и померања звезде омогућило је израчунавање удаљености звезде. Али сва мерења су подложна одређеном степену грешке или несигурности, а несигурности у дужини астрономске јединице само су повећале несигурност у звезданим удаљеностима. Побољшања прецизности су увек била кључ за побољшање разумевања астрономије. Током двадесетог века, мерења су постајала све прецизнија и софистициранија, и све више зависила од тачног посматрања ефеката описаних Ајнштајновом теоријом релативности и од математичких алата које је користила.
Побољшана мерења су континуирано проверавана и унакрсно проверавана помоћу побољшаног разумевања закона небеске механике, који управљају кретањем објеката у свемиру. Очекивани положаји и удаљености објеката у утврђеном времену израчунавају се (у ај) из ових закона и састављају у колекцију података која се назива ефемерида. Насин лабораторијски систем за млазни погон HORIZONS пружа једну од неколико сервиса за рачунање ефемерида.
Године 1976, да би успоставила још прецизнију меру за астрономску јединицу, IAU је формално усвојила нову дефиницију. Иако директно заснована на тада најбољим доступним опсервационим мерењима, дефиниција је преиначена у смислу тада најбољих математичких извода из небеске механике и планетарних ефемерида. У њој се наводи да је „астрономска јединица дужине она дужина (А) за коју Гаусова гравитациона константа (k) узима вредност 0,01720209895 када су јединице мере астрономске јединице дужине, масе и времена.“ Еквивалентно, према овој дефиницији, једна атомска јединица је „полупречник непоремећене кружне Њутнове орбите око сунца честице која има бесконачно малу масу, која се креће са угаоном фреквенцијом од 0,01720209895 радијана дневно“; или алтернативно она дужина при којој је хелиоцентрична гравитациона константа (производ M☉) једнака (0,01720209895)2 au3/d2, када се дужина користи за описивање положаја објеката у Сунчевом систему.
Накнадна истраживања Сунчевог система свемирским сондама омогућила су прецизна мерења релативних положаја унутрашњих планета и других објеката помоћу радара и телеметрије. Као и код свих радарских мерења, она се ослањају на мерење времена потребног да се фотони рефлектују од објекта. Пошто се сви фотони крећу брзином светлости у вакууму, што је основна константа универзума, удаљеност објекта од сонде се израчунава као производ брзине светлости и измереног времена. Међутим, ради прецизности прорачуни захтевају прилагођавање за аспекте као што су кретање сонде и објекта док фотони пролазе. Поред тога, само мерење времена мора бити преведено на стандардну скалу која узима у обзир релативистичку дилатацију времена. Поређење положаја ефемерида са мерењима времена израженим у барицентричном динамичком времену  доводи до вредности за брзину светлости у астрономским јединицама по дану (од 86400 s). До 2009. године, IAU је ажурирала своје стандардне мере како би одразила побољшања и израчунала брзину светлости на 173,1446326847 (69) ај/д (TDB).
Године 1983, CIPM је модификовао Међународни систем јединица (СИ) да би метар био дефинисан као раздаљина коју светлост пређе у вакууму за 1 / 299792458 секунде. Ово је заменило претходну дефиницију, која је важила између 1960. и 1983. године, а која је гласила да је метар једнак одређеном броју таласних дужина одређене емисионе линије криптона-86. (Разлог за промену је побољшана метода мерења брзине светлости.) Брзина светлости би се тада могла изразити тачно као , што је стандард који су такође усвојили IERS нумерички стандарди. Из ове дефиниције и стандарда IAU из 2009. године, утврђено је да је време за светлост да пређе астрономску јединицу τA = 499,0047838061±0,00000001 s, што је нешто више од 8 минута и 19 секунди. Множењем, најбоља процена IAU 2009 била је A =  = 149597870700±3 m, на основу поређења Лабораторије за млазни погон и  ефемерида.